# Fagopyrum tataricum
Fagopyrum tataricum es una especie de planta perteneciente a la familia Polygonaceae. Con otra especie del mismo género, el alforfón común, a menudo se considera como un cereal, pero a diferencia de los verdaderos cereales, no son gramíneas. Es decir que no se relacionan con el trigo.
Tartaria alforfón es utilizado en Asia oriental. Mientras que es desconocido para Occidente, todavía se come en la región del Himalaya hoy en día, así como otras regiones en el suroeste de China, como Sichuan.

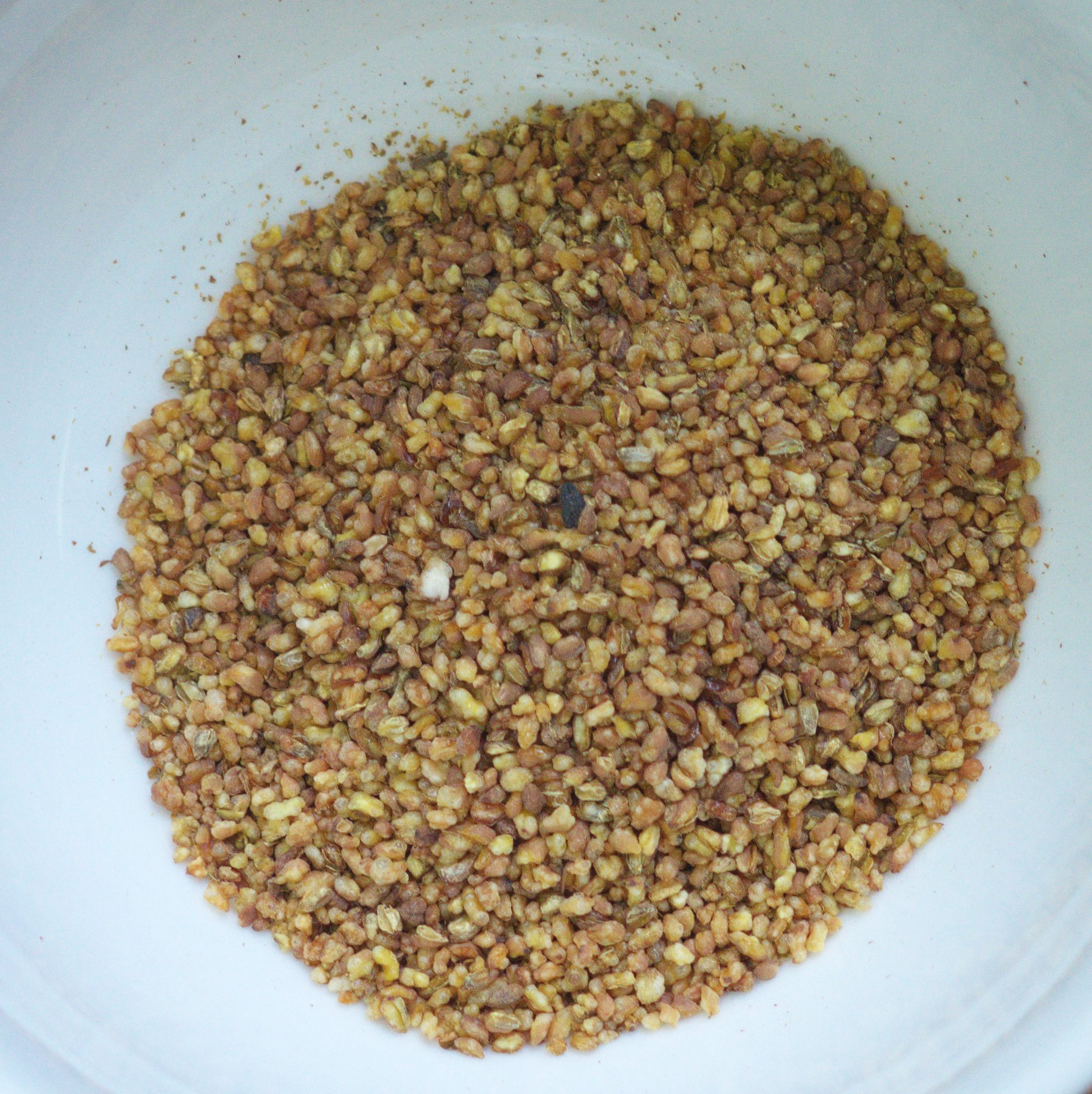
Un cuenco con semillas de Fagopyrum tataricum

## Descripción
Son hierbas anuales glabras, comúnmente verdes, de hasta 1 m de altura, tallo glabro o ligeramente pubescente. Hojas pecioladas, pecíolo de 0,5-6 cm de largo, la parte superior e inferior de corto a largo pecioladas; lámina ampliamente triangular-cordadas, triangular-hastada o sagitadas cordadas, acuminadas, de 2-8 x 1,2-5 cm. Ócrea hialina, ligeramente truncada, de 5-7 mm de largo, de color marrón. Inflorescencia axilar y terminal, con pedúnculos, cima corimbosa. Flores de color blanco o rosado. Segmentos del perianto 5-partido, subequal, oblongo-ovadas, obtusas, enteras, de 1,3 a 1,7  x  0,5-1 cm.  Núculas profundamente ángulos redondeados en la parte superior, y arrugada y algo crenada en la parte inferior, de color marrón negruzco, de 4-6 mm de largo, 1,5-2 mm de ancho, se reduce por encima.

## Propiedades
Tartaria alforfón es amarga, pero contiene más rutina que el alforfón común. También contiene quercitrina.

## Taxonomía
Fagopyrum tataricum fue descrita por (L.) Gaertner y publicado en De Fructibus et Seminibus Plantarum.... 2(1): 182, pl. 119, f. 6. 1790.
Sinonimia
- Fagopyrum dentatum Moench
- Fagopyrum rotundatum Bab.
- Fagopyrum subdentatum Gilib.
- Fagopyrum suffruticosum F.Schmidt
- Polygonum tataricum L.[4]